# ディーマ圏
ディーマ圏（ディーマけん、フランス語：Cercle de Diéma）は、マリ共和国の地方行政区画でニオロ州を構成する圏のひとつ。行政の中心地はディーマにおかれる。下級単位のコミューンは2009年時点で15団体あり、2009年の統計で人口は212,062人を数える。

## コミューン
ディーマ圏には2009年時点で以下のコミューンがある。2023年2月22日の行政区画改革により、ベマ、ディアングーンテ・カマラは圏に昇格し、ディエウラやグメラなどのコミューンも新しい圏へ移管となった。
- ベマ（fr:Béma）
- ディアングーンテ・カマラ（fr:Diangounté Camara）
- ディアンギルデ（fr:Dianguirdé）
- ディーマ（fr:Diéma）
- ディエウラ（fr:Diéoura）
- デュマラ・クーサタ（fr:Dioumara Koussata）
- ファッソデベ（fr:Fassoudébé）
- ファタオ（fr:Fatao、都市的コミューン）
- ゴミタラドゥーグー（fr:Gomitradougou）
- グメラ（fr:Grouméra）
- ゲベビネ（fr:Guédébiné）
- ラカマネ（fr:Lakamané）
- ランビブー（fr:Lambidou）
- マディガ＝サコ（fr:Madiga-Sacko）
- サンサンキデ（fr:Sansankidé）